# 지방도 제1020호선
지방도 제1020호선(용호 ~ 봉황선)은 경상남도 창원시 성산구 용호동 창원광장 교차로와 김해시 외동 무접삼거리를 잇는 경상남도의 지방도다.
남해고속도로제2지선과는 장유 나들목에서 십자형으로 입체교차한다. 본 도로의 기점인 장유 나들목 부근에서 바로 국도 제58호선으로 이어지는데, 이는 국도 제58호선의 연장노선 부분이 장유 나들목 부근에서 창원시 진해구 방면으로 계획 중이기 때문이다. 도로 구간 중 창원터널 구간에서는 자동차 전용도로인 동시에 유료 구간으로 1994년 개통때부터 2010년까지 통행료를 징수하였다. 하지만 김두관 경남도지사의 취임에 따라 2011년 1월 1일 00시를 기해 전면 무료화가 실시되었다. 요금소는 창원시 성산구 성주동에 위치했었다.

## 연혁
- 2003년 2월 20일 : 노선 폐지 및 재지정[2][3]
- 2005년 6월 28일 : 김해시 장유면 신문리 ~ 흥동 2.35 km 구간 개통[4]
- 2009년 10월 15일 : 지방도 노선 조정[5]
- 2009년 12월 17일 : 대청 나들목 율하동 방면 진출로 개통[6]
- 2010년 1월 1일 : 창원터널 시범 무료화[7]
- 2010년 4월 1일 : 창원터널 시범 무료화 종료
- 2010년 7월 16일 : 대청 나들목 율하동 방면 진입로 개통[8]

## 주요 경유지
- 창원시
  - 성산구 용호동
  - 성산구 창원광장 교차로 - 중앙사거리 - 공단본부삼거리 - 재료연구소삼거리 - 남고삼거리 - 성산패총사거리 - 가음정사거리 - 남산사거리 - 남산시외버스정류소 - 성주광장 교차로 - 삼정자 교차로 - 한국전기연구원 - 불모산교 - 창원터널 (2,340m)
- 김해시
  - 장유동 창원터널 (2,340m) - 대청1교 - 상점 교차로 - 대청 나들목 - 대청 나들목 (고속도로) - 대청2교 - 대청교 - 대청지하차도 - 장유 나들목 - 장유면사무소사거리 - 장유농협삼거리 - 무계교 - 장유중학교 - 신문동 - 마찰교
  - 칠산서부동 마찰교 - 이동 - 화목동 - 칠산 교차로 - (김해농협 서김해점) - 흥동 - 전하동
  - 외동 - 무접삼거리

## 도로명
- 창원시 성산구 용지동 창원광장 교차로 ~ 중앙동 공단본부삼거리 : 중앙대로
- 창원시 성산구 중앙동 공단본부삼거리 ~ 창원터널 : 창원대로
- 김해시 장유동 창원터널 ~ 장유동행정복지센터 사거리는 금관대로의 일부이다.
- 김해시 장유동 장유면 행정복지센터 ~ 신문동 : 장유로
- 김해시 장유동 신문동 ~ 칠산서부동 (김해농협 서김해점) : 칠산로
- 김해시 칠산서부동 (김해농협 서김해점) ~ 외동 무접삼거리 : 전하로

## 자동차 전용도로
전체 구간 가운데 창원시 성산구 한국전기연구원 ~ 김해시 장유동 장유면사무소사거리 구간은 국토해양부 도로관리청에서 지정한 자동차전용도로 구간(1994년 6월 20일부터)으로 보행자, 자전거 등은 통행할 수 없다. 이륜자동차 (모터사이클 혹은 오토바이)는 긴급자동차 (싸이카 및 소방용 모터사이클 등)에 한해 통행이 가능하며, 그 밖의 이륜자동차는 통행할 수 없다.

## 구 지방도 복원 문제
창원터널이 생기기 이전, 창원과 장유를 잇던 1020번 지방도는 굴곡이 있는 산복도로였다. 창원터널이 1994년 개통하면서 기존의 지방도는 폐도가 되어, 지금은 흔적으로만 남아 있다. 그러나, 이륜차로 장유에서 창원에 가려면 국도 제14호선으로 우회하거나, 진해로 가서 안민고개로 돌아 와야 하는 문제가 발생했다. 그리고 창원터널의 교통량 증가로 인한 상습 정체로 구 지방도 복원이 대두되기 시작하였다. 그러나 이를 건의한 김해시는 긍정적인 입장인데 반해, 창원시는 자연 경관을 해치고 소음공해가 심해질 우려가 있다며 반대하는 등, 구 지방도의 복원에 있어서 양 지자체간의 상호 의견 충돌이 발생하였다.

## 같이 보기
- 창원터널